# The Village, Oklahoma
The Village är en ort i Oklahoma County i Oklahoma. Vid 2010 års folkräkning hade The Village 8 929 invånare.